# Iecava
Iecava (in tedesco Ekau) è un comune della Lettonia di 9.818 abitanti. Il centro capoluogo contava una popolazione di 5.289 abitanti nel 2006.
Il paese ha dato i natali a Aleksandrs Romans, noto pittore lettone.